# Heracles in het seizoen 1958/59
Het seizoen 1958/1959 was het vijfde jaar in het bestaan van de Almelose voetbalclub Heracles. De club kwam uit in de Eerste divisie B en eindigde daarin op de zevende plaats. Tevens deed de club mee aan het toernooi om de KNVB beker, hierin werd in de tweede ronde verloren van Enschedese Boys (0–2).

## Wedstrijdstatistieken

### Eerste divisie B
|       | Excelsior | GVAV  | Helmondia '55 | Hermes DVS | HVC   | KFC   | RBC   | RCH   | Rigtersbleek | Roda Sport | Sittardia | Stormvogels | Vitesse | De Volewijckers |
| ----- | --------- | ----- | ------------- | ---------- | ----- | ----- | ----- | ----- | ------------ | ---------- | --------- | ----------- | ------- | --------------- |
| Thuis | 2 – 0     | 0 – 2 | 1 – 2         | 2 – 0      | 0 – 1 | 6 – 2 | 2 – 0 | 4 – 2 | 2 – 2        | 0 – 1      | 0 – 0     | 3 – 5       | 2 – 2   | 1 – 3           |
| Uit   | 2 – 1     | 4 – 3 | 2 – 3         | 1 – 3      | 1 – 3 | 2 – 3 | 0 – 2 | 3 – 2 | 3 – 0        | 3 – 2      | 4 – 1     | 5 – 4       | 1 – 1   | 0 – 1           |

### KNVB beker
| 1e ronde                                   | Heracles                                           | 4 – 1 (1 – 1) | Nijverdal                             |
| 1 januari 1959 Plaats: Almelo Bornsestraat | Herman Vrielink Steve Mokone 49', 75' Joop Schuman |               | 18' Van der Weert                     |
| 2e ronde                                   | Heracles                                           | 0 – 2 (0 – 2) | Enschedese Boys                       |
| 30 april 1959 Plaats: Almelo Bornsestraat  |                                                    |               | 9' Jan Verhoeven 27' Pierre Kerkhoffs |

## Statistieken Heracles 1958/1959

### Eindstand Heracles in de Nederlandse Eerste divisie 1958 / 1959
| Stand | Gespeeld | Gewonnen | Gelijk | Verloren | Punten | Doelpunten voor | Doelpunten tegen |
| ----- | -------- | -------- | ------ | -------- | ------ | --------------- | ---------------- |
| 7e    | 28       | 11       | 3      | 13       | 25     | 54              | 53               |

### Topscorers
| #                    | Naam               | Goal |
| -------------------- | ------------------ | ---- |
| 1.                   | Joop Schuman       | 23   |
| 2.                   | Herman Vrielink    | 10   |
| 3.                   | Jan Kamphuis       | 4    |
| 4.                   | Henk ten Brink     | 3    |
| 4.                   | Roel Greving       | 3    |
| 4.                   | Frans Hulshof      | 3    |
| 4.                   | Steve Mokone       | 3    |
| 8.                   | Klaas van der Veen | 2    |
| 9.                   | Jaap van Veen      | 1    |
| Onbekende doelpunten |                    |      |
| –                    | Onbekend           | 2    |
| Totaal               | Totaal             | 54   |

| #      | Naam            | Goal |
| ------ | --------------- | ---- |
| 1.     | Steve Mokone    | 2    |
| 2.     | Joop Schuman    | 1    |
| 2.     | Herman Vrielink | 1    |
| Totaal | Totaal          | 4    |